# الکس گارسیا
آلخاندرو 'الکس' گارسیا کاساناس (انگلیسی: Álex García؛ زادهٔ ۱۴ ژانویهٔ ۱۹۷۰) بازیکن فوتبال بازنشسته اهل اسپانیا است، که به عنوان مدافع میانی و دستیار فعلی لاس پالماس بازی می‌کرد.
او در سال‌های اولیه با بارسلونا همراه بود - اگرچه به ندرت برای تیم اصلی ظاهر می‌شد - اما بیشتر دوران حرفه‌ای خود را در لیگ‌های پایین گذراند. مدتی هم در رایو وایکانو در لالیگا بازی کرد.
وی همچنین در تیم‌های ملی فوتبال زیر ۱۸ سال اسپانیا، زیر ۱۹ سال اسپانیا، زیر ۲۰ سال اسپانیا، زیر ۲۱ سال اسپانیا، و زیر ۲۳ سال اسپانیا بازی کرده‌است.